# Shōgo Taniguchi
Shōgo Taniguchi (谷口 彰悟, Taniguchi Shōgo) est un footballeur international japonais né le 15 juillet 1991 à Kumamoto qui joue au poste de défenseur central au Saint-Trond VV.

## Biographie

### En club
Shōgo Taniguchi participe à la Ligue des champions de l'AFC en 2014 avec le club du Kawasaki Frontale.

### En équipe nationale
Shōgo Taniguchi reçoit sa première sélection en équipe du Japon lors de l'année 2015.
Le 1er novembre 2022, il est sélectionné par Hajime Moriyasu pour participer à la Coupe du monde 2022. Le 1er janvier 2024, il est retenu dans la liste des vingt-six joueurs japonais sélectionnés par Hajime Moriyasu pour disputer la Coupe d'Asie des nations 2023.

## Statistiques

### En club
| Saison                | Club                     | Championnat           | Championnat | Championnat | Coupe nationale | Coupe nationale | Coupe de la Ligue | Coupe de la Ligue | Supercoupe | Supercoupe | Compétition(s) continentale(s) | Compétition(s) continentale(s) | Compétition(s) continentale(s) | Total | Total |
| Saison                | Club                     | Division              | M.          | B.          | M.              | B.              | M.                | B.                | M.         | B.         | Comp.                          | M.                             | B.                             | M.    | B.    |
| 2013                  | Kawasaki Frontale (prêt) | J1 League             | 0           | 0           | 1               | 0               | 0                 | 0                 | -          | -          | -                              | -                              | -                              | 1     | 0     |
| 2014                  | Kawasaki Frontale        | J1 League             | 30          | 1           | 1               | 0               | 4                 | 0                 | -          | -          | C1                             | 5                              | 0                              | 40    | 1     |
| 2015                  | Kawasaki Frontale        | J1 League             | 34          | 2           | 3               | 0               | 6                 | 0                 | -          | -          | -                              | -                              | -                              | 43    | 2     |
| 2016                  | Kawasaki Frontale        | J1 League             | 35          | 1           | 5               | 1               | 6                 | 2                 | -          | -          | -                              | -                              | -                              | 46    | 4     |
| 2017                  | Kawasaki Frontale        | J1 League             | 34          | 7           | 1               | 0               | 4                 | 0                 | -          | -          | C1                             | 8                              | 1                              | 47    | 8     |
| 2018                  | Kawasaki Frontale        | J1 League             | 34          | 3           | 3               | 1               | 2                 | 0                 | 1          | 0          | C1                             | 4                              | 0                              | 44    | 4     |
| 2019                  | Kawasaki Frontale        | J1 League             | 30          | 0           | 2               | 0               | 5                 | 0                 | 1          | 0          | C1                             | 6                              | 1                              | 44    | 1     |
| 2020                  | Kawasaki Frontale        | J1 League             | 30          | 3           | 2               | 0               | 4                 | 0                 | -          | -          | -                              | -                              | -                              | 36    | 3     |
| 2021                  | Kawasaki Frontale        | J1 League             | 30          | 0           | 4               | 0               | -                 | -                 | 1          | 0          | C1                             | 6                              | 0                              | 41    | 0     |
| 2022                  | Kawasaki Frontale        | J1 League             | 33          | 3           | -               | -               | 2                 | 0                 | 1          | 0          | C1                             | 5                              | 0                              | 41    | 3     |
| Sous-total            | Sous-total               | Sous-total            | 290         | 20          | 22              | 2               | 33                | 2                 | 4          | 0          | -                              | 34                             | 2                              | 383   | 26    |
| 2022-2023             | Al-Rayyan SC             | Qatar Stars League    | 15          | 0           | 1               | 0               | -                 | -                 | -          | -          | -                              | -                              | -                              | 16    | 0     |
| 2023-2024             | Al-Rayyan SC             | Qatar Stars League    | 22          | 1           | 7               | 0               | -                 | -                 | -          | -          | -                              | -                              | -                              | 29    | 1     |
| Sous-total            | Sous-total               | Sous-total            | 37          | 1           | 8               | 0               | -                 | -                 | -          | -          | -                              | 1                              | 0                              | 46    | 1     |
| 2024-2025             | Saint-Trond VV           | Jupiler Pro League    | 9           | 1           | 0               | 0               | -                 | -                 | -          | -          | -                              | -                              | -                              | 9     | 1     |
| Total sur la carrière | Total sur la carrière    | Total sur la carrière | 336         | 22          | 25              | 2               | 33                | 2                 | 4          | 0          | -                              | 35                             | 2                              | 433   | 28    |

### En sélections
| Années                | Sélection             | Phases finales                | Phases finales | Phases finales | Phases finales | Éliminatoires | Éliminatoires | Éliminatoires | Éliminatoires | Amicaux | Amicaux | Amicaux | Total | Total | Total |
| Années                | Sélection             | Comp.                         | M.             | B.             | P.d.           | Comp.         | M.            | B.            | P.d.          | M.      | B.      | P.d.    | M.    | B.    | P.d.  |
| --------------------- | --------------------- | ----------------------------- | -------------- | -------------- | -------------- | ------------- | ------------- | ------------- | ------------- | ------- | ------- | ------- | ----- | ----- | ----- |
| 2015                  | Japon                 | Coupe d'Asie de l'Est 2015    | 1              | 0              | 0              | CdM 2018      | 0             | 0             | 0             | 1       | 0       | 0       | 2     | 0     | 0     |
| 2016                  | Japon                 | -                             | -              | -              | -              | CdM 2018      | -             | -             | -             | -       | -       | -       | 0     | 0     | 0     |
| 2017                  | Japon                 | Coupe d'Asie de l'Est 2017    | 1              | 0              | 0              | CdM 2018      | -             | -             | -             | -       | -       | -       | 1     | 0     | 0     |
| 2018                  | Japon                 | Coupe du monde 2018           | -              | -              | -              | -             | -             | -             | -             | -       | -       | -       | 0     | 0     | 0     |
| 2019                  | Japon                 | Coupe d'Asie 2019             | -              | -              | -              | -             | -             | -             | -             | -       | -       | -       | 0     | 0     | 0     |
| 2019                  | Japon                 | Copa america 2019             | -              | -              | -              | -             | -             | -             | -             | -       | -       | -       | 0     | 0     | 0     |
| 2019                  | Japon                 | Coupe d'Asie de l'Est 2019    | -              | -              | -              | -             | -             | -             | -             | -       | -       | -       | 0     | 0     | 0     |
| 2020                  | Japon                 | -                             | -              | -              | -              | -             | -             | -             | -             | -       | -       | -       | 0     | 0     | 0     |
| 2021                  | Japon                 | -                             | -              | -              | -              | CdM 2022      | 1             | 0             | 0             | 1       | 0       | 1       | 2     | 0     | 1     |
| 2022                  | Japon                 | Coupe d'Asie de l'Est 2022    | 2              | 0              | 0              | CdM 2022      | 3             | 0             | 0             | 4       | 0       | 0       | 11    | 0     | 0     |
| 2022                  | Japon                 | Coupe du monde 2022           | 2              | 0              | 0              | CdM 2022      | 3             | 0             | 0             | 4       | 0       | 0       | 11    | 0     | 0     |
| 2023                  | Japon                 | -                             | -              | -              | -              | CdM 2026      | 2             | 0             | 0             | 6       | 1       | 0       | 8     | 1     | 0     |
| 2024                  | Japon                 | Coupe d'Asie des nations 2023 | 2              | 0              | 0              | CdM 2026      | 6             | 0             | 0             | 0       | 0       | 0       | 8     | 0     | 0     |
| Total sur la carrière | Total sur la carrière | Total sur la carrière         | 8              | 0              | 0              | -             | 12            | 0             | 0             | 12      | 1       | 1       | 32    | 1     | 1     |

## Palmarés
| Kawasaki Frontale (8) |
| --- |
| - Championnat du Japon (4) - Champion en 2017, 2018, 2020 et 2021 - Vice-champion en 2022 - Coupe du Japon (1) - Vainqueur en 2020 - Finaliste en 2016 - Coupe de la Ligue (1) - Vainqueur en 2019 - Finaliste en 2017 - Supercoupe du Japon (2) - Vainqueur en 2019 et 2021 - Finaliste en 2018 et 2022 |